# NGC 1705
NGC 1705 és una galàxia lenticular peculiar en la constel·lació del Cavallet de Pintor. S'estima que se situa a aproximadament uns 17 milions d'anys llum de la Terra. És un membre del Grup de l'Orada.